# 塞布庫島 (婆羅洲)
3°27′S 116°23′E / 3.45°S 116.39°E

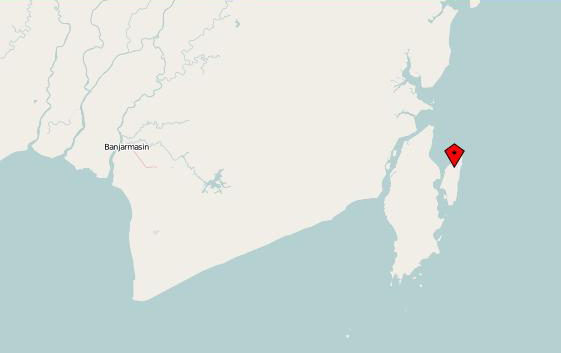

塞布庫島是印度尼西亞的島嶼，由南加里曼丹省負責管轄，距離勞特島約5公里，長35公里、寬10公里，面積275平方公里，該島有至少25處煤礦，2008年人口4,900。